# Thuróczy Gyula
Thuróczy Gyula (Hídvég, 1885. január 24. – Debrecen, 1959. február 28.) színész, rendező.

## Életútja
1906-ban szerezte diplomáját a Színművészeti Akadémián, ezután három évig (1906–1909) Szabadkán játszott hős- és jellemszerepeket. 1908–1911 között a Magyar Színház és a Király Színház tagja volt. 1911–1912 között Pécsett szerepelt, majd 1912–1913 között újra Szabadkán. 1921-ben fellépett Csáky Antal stagione-társulatában. 1926–1927 között Debrecenbe ment, ahol rendezéssel foglalkozott. 1937–1938 között a Művész Színházban lépett színpadra. 1939-ben megkapta a színigazgatói engedélyt. Társulatával Erdélyben játszott. 1939–1940 között főtitkára volt a Fővárosi Operettszínháznak. 1941–1942 között pedig az Új Magyar Színház főtitkáraként dolgozott. 1945-ben visszatért Debrecenbe, ahol 1949-ig játszott, majd még 1955-ben és 1957-ben is szerepelt. 1949-ig a müncheni Hungária Kamaraszínház igazgatója volt. 1958-ban elnyerte az érdemes művész kitüntetést.

## Fontosabb színházi szerepei
- Hamlet (Shakespeare)
- Peer Gynt (Ibsen)
- Caliban (Shakespeare: A vihar)
- Az abbé (Anthelme)
- Biberách (Katona József: Bánk bán)
- Mátyás (Heltai Jenő: A néma levente)

## Főbb rendezései
- Shaw: Az ördög cimborája
- Herczeg Ferenc: Bizánc
- Madách Imre: Az ember tragédiája
- Shakespeare: Hamlet

## Filmszerepei
- Leányvásár (1941) – szállodaportás
- Három csengő (1941) – szállodaigazgató
- Kölcsönkért férjek (1941) – szállodaportás
- Lelki klinika (1941) – újságíró
- Gentryfészek (1941) – Dr. Gáspár, Völcsöky ügyvédje
- Régi nyár (1941) – színházi rendező